# Pierre Nguyễn Văn Nhơn
Pierre Nguyễn Văn Nhơn (nascut l'1 d'abril de 1938) és un cardenal vietnamita de l'Església catòlica. Des de maig de 2010 és l'arquebisbe de Hanoi; i anteriorment va ser el bisbe de Đà Lạt entre 1994 i 2010, i President de la Conferència Episcopal del Vietnam entre 2007 i 2013.

## Biografia
Nhơn va néixer a Lâm Đồng, capital de la provincia de Lâm Đồng, Vietnam. A més d'ell, la seva família, creients des de fa moltes generacions, està formada per sis germans. Ésser catòlics en aquell període, i sobretot en els anys posteriors, tenia un gran risc: de fet, després del final de la guerra d'Indoxina contra França, Vietnam quedà dividit en dos, Vietnam del Nord, a l'òrbita soviètica, i Vietnam del Sud, influenciat per occident. El Nord va iniciar una persecució contra els cristians, forçant a fugir a prop de 800.000 cap al Sud.

### Formació i sacerdoci
Després d'haver completat els seus estudis primaris a, decidí seguir la seva vocació pel sacerdoci, ingressant el 26 d'octubre de 1949, amb només onze anys, al seminari menor de Sant Josep de Saigon. El 1958 ingressà al seminari major de Sant Pius X de Đà Lạt, on va estar durant 10 anys, fins al 1968, en el context de la guerra del Vietnam. Va ser ordenat prevere el 21 de desembre de 1967 per a la diòcesi de Ðà Lat per Simon Hoa Nguyên-van Hien, bisbe diocesà.
El mateix bisbe el nomenà professor del seminari menor de la diòcesi, paper que portà a terme de 1968 a 1972. Després exercí pels tres anys successius com a rector del seminari major de la mateixa ciutat. L'1 d'abril de 1975 es convertí en rector de la catedral de Đà Lat; i el 10 de setembre posterior es convertí en vicari general de la diòcesi. El mateix any, després de la retirada de les tropes estatunidenques del país, el Viet Cong conqueriren Vietnam del Sud, ocupant Saigon i rebatejant-la com a "Ciutat de Hô Chí Minh."

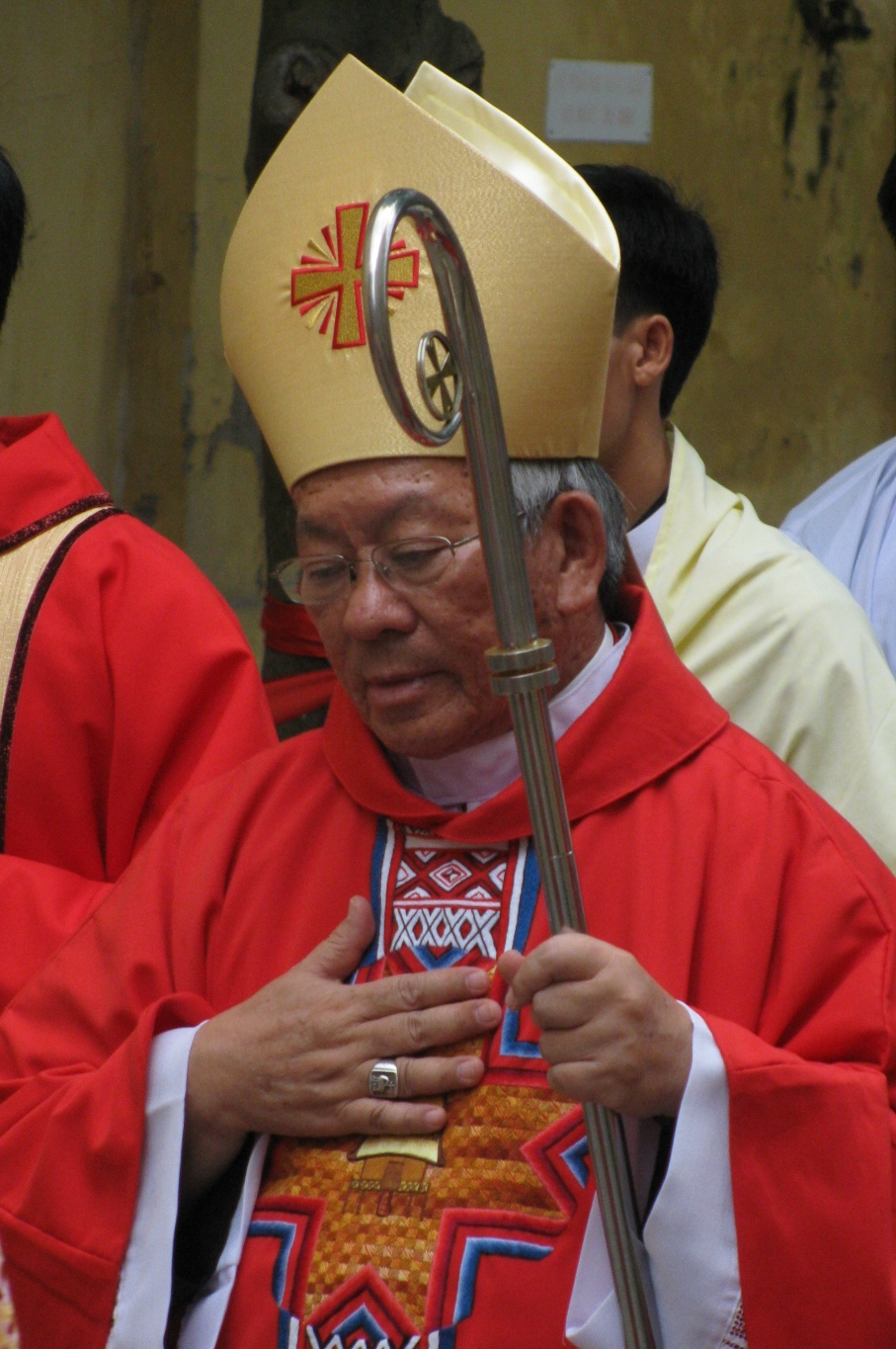
El cardenal Pierre Nguyễn Văn Nhơn a Hanoi

L'11 d'octubre de 1991 el Papa Joan Pau II el nomenà bisbe coadjutor de Đà Lạt. El 3 de desembre de 1991 va ser consagrat per Barthélémy Nguyễn Sơn Lâm a la catedral de Sant Nicolau de Bari, assistit per Paul Nguyên Van Hòa, bisbe de Nha Trang i per Nicolas Huỳnh Văn Nghi, bisbe de Phan Thiêt. El 23 de març de 1994, després de la transferència del bisbe Son Lâm a la seu de Thanh Hóa, el succeí com a bisbe de Đà Lạt. A la Conferència Episcopal del Vietnam ha presidit la comissió pels laics (1992-1995), i després de participar en el Sínode pels bisbes d'Àsia de 1998, va ser vicesecretari general de la mateixa entre 1998 a 2001. El 2007 va ser elegir President de la Conferència Episcopal del Vietnam, quan se'n va fer càrrec Paul Bùi Văn Đoc.
El 22 d'abril del 2010 va ser nomenat bisbe coadjutor de Hanoi, a causa del mal estat de salut de l'arquebisbe Joseph Ngô Quang Kiêt, que va haver de fer una prolongada estada a Roma per rebre tractament mèdic. En ser l'arquebisbe Ngô Quang Kiệt indigerible al govern vietnamita, van haver grans pressions pel seu relleu ja des de 2009. També per això la Santa Seu decidí nomenar una persona més conciliadora per guiar l'arxidiòcesi; i el 13 de maig de 2010 el Papa Benet XVI acceptà la dimissió de l'arquebisbe i Văn Nhon succeí Joseph Ngô Quang Kiệt com a arquebisbe metropolità de Hanoi. El 29 de juny següent rebé el pal·li de mans de Benet XVI, a la basílica de Sant Pere.
Un dels temes més defensats per Văn Nhon és el de la lluita per la devolució d'alguns béns innobles eclesiàstics requisats pel règim comunista als anys 50, afirmant en una entrevista que «l'Església demana que li siguin tornats no per a si mateixa, per voluntat d'acaparament i enriquiment, només per assegurar-se que siguin emprats a benefici de tot el poble.» sobre el cas d'un monestir carmelita de Hanoi, demolit per construir allà un hospital, va escriure al Primer Ministre vietnamita Nguyễn Tấn Dũng i als caps de l'administració ciutadana per reiterar que l'arxidiòcesi mai no havia tornat a l'Estat cap dels 95 edificis de la seva propietat, escampats per tota la ciutat, i que actualment són emprats per institucions públiques.

### Cardenalat
El 4 de gener de 2015 el Papa Francesc anuncià que Nhơn seria creat cardenal el 14 de febrer següent. Al consistori va rebre el títol de cardenal prevere de San Tommaso Apostolo, instituït a la mateixa cerimònia.
El 13 d'abril de 2015 va ser nomenat membre de la Congregació per a l'Evangelització dels Pobles i del Concili Pontifici per Justícia i Pau. Ocuparà aquests càrrecs fins al seu vuitantè aniversari.